# Lauri Virtanen

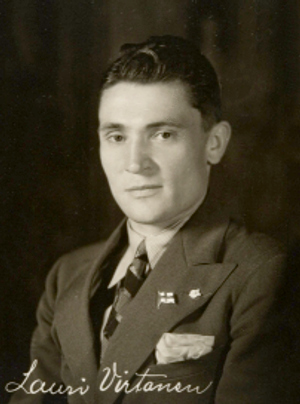
Lauri Virtanen, 1932

Lauri Virtanen (* 3. Juli 1904 in Uskela; † 8. Februar 1982 in Turku) war ein finnischer Leichtathlet.
Virtanen gewann  bei den Olympischen Spielen 1932 jeweils die Bronzemedaille für die Laufstrecken 5000 und 10.000 Meter. Bei den Europameisterschaften zwei Jahre später erreichte er über die kürzere Strecke den 4. Rang.